# Велика награда Сједињених Америчких Држава
Велика награда Сједињених Америчких Држава је трка у светком првенству Формуле 1. Од 1908 до 1958. године се возила уз прекиде и звала Америчка велика награда. Од 1959. године се уз прекиде возила у склопу Формуле 1. 2007. година је била последња трка која се возила на стази Индијанаполис. Након четири године паузе, Велика Награда Сјединјених Америчких Држава се вратила на календар формуле 1. Прва трка је одржана 18. новембра 2012. на стази Америкас (стаза) која је изграђена специјално за трке Фромуле 1 у Остину, главном граду Америчке државе Тексас. Трке су се возиле на неколико стаза, а најдуже се возило на стазама Воткинс Глен и Индијанаполис.

## Победници трка
Трке које нису биле дио светског првенства Формуле 1 су назначене розом подлогом.
Напомена:
- Од 1908—1916, трке су се звале Америчка велика награда.

| Година        | Возач                     | Конструктор          | Место            |
| ------------- | ------------------------- | -------------------- | ---------------- |
| 2021.         | Макс Верстапен            | Ред бул рејсинг      | Америкас (стаза) |
| 2020.         | Није одржано              | Није одржано         | Није одржано     |
| 2019.         | Валтери Ботас             | Мерцедес             | Америкас (стаза) |
| 2018.         | Кими Рејкенен             | Ферари               | Америкас (стаза) |
| 2017.         | Луис Хамилтон             | Мерцедес             | Америкас (стаза) |
| 2016.         | Луис Хамилтон             | Мерцедес             | Америкас (стаза) |
| 2015.         | Луис Хамилтон             | Мерцедес             | Америкас (стаза) |
| 2014.         | Луис Хамилтон             | Мерцедес             | Америкас (стаза) |
| 2013.         | Себастијан Фетел          | Ред бул рејсинг-Рено | Америкас (стаза) |
| 2012.         | Луис Хамилтон             | Макларен-Мерцедес    | Америкас (стаза) |
| 2011. - 2008. | Није одржано              | Није одржано         | Није одржано     |
| 2007.         | Луис Хамилтон             | Макларен-Мерцедес    | Индијанаполис    |
| 2006.         | Михаел Шумахер            | Ферари               | Индијанаполис    |
| 2005.         | Михаел Шумахер            | Ферари               | Индијанаполис    |
| 2004.         | Михаел Шумахер            | Ферари               | Индијанаполис    |
| 2003.         | Михаел Шумахер            | Ферари               | Индијанаполис    |
| 2002.         | Рубенс Барикело           | Ферари               | Индијанаполис    |
| 2001.         | Мика Хакинен              | Макларен-Мерцедес    | Индијанаполис    |
| 2000.         | Михаел Шумахер            | Ферари               | Индијанаполис    |
| 1999. - 1992. | Није одржано              | Није одржано         | Није одржано     |
| 1991.         | Аиртон Сена               | Макларен-Хонда       | Феникс           |
| 1990.         | Аиртон Сена               | Макларен-Хонда       | Феникс           |
| 1989.         | Ален Прост                | Макларен-Хонда       | Феникс           |
| 1988. - 1981. | Није одржано              | Није одржано         | Није одржано     |
| 1980.         | Алан Џоунс                | Вилијамс-Форд        | Воткинс Глен     |
| 1979.         | Жил Вилнев                | Ферари               | Воткинс Глен     |
| 1978.         | Карлос Ројтман            | Ферари               | Воткинс Глен     |
| 1977.         | Џејмс Хант                | Макларен-Форд        | Воткинс Глен     |
| 1976.         | Џејмс Хант                | Макларен-Форд        | Воткинс Глен     |
| 1975.         | Ники Лауда                | Ферари               | Воткинс Глен     |
| 1974.         | Карлос Ројтман            | Бребем-Форд          | Воткинс Глен     |
| 1973.         | Рони Петерсон             | Лотус-Форд           | Воткинс Глен     |
| 1972.         | Џеки Стјуарт              | Тајрел-Форд          | Воткинс Глен     |
| 1971.         | Франсоа Север             | Тајрел-Форд          | Воткинс Глен     |
| 1970.         | Емерсон Фитипалди         | Лотус-Форд           | Воткинс Глен     |
| 1969.         | Јохен Ринт                | Лотус-Форд           | Воткинс Глен     |
| 1968.         | Џеки Стјуарт              | Матра-Форд           | Воткинс Глен     |
| 1967.         | Џим Кларк                 | Лотус-Форд           | Воткинс Глен     |
| 1966.         | Џим Кларк                 | Лотус-БРМ            | Воткинс Глен     |
| 1965.         | Грејам Хил                | БРМ                  | Воткинс Глен     |
| 1964.         | Грејам Хил                | БРМ                  | Воткинс Глен     |
| 1963.         | Грејам Хил                | БРМ                  | Воткинс Глен     |
| 1962.         | Џим Кларк                 | Лотус-Климакс        | Воткинс Глен     |
| 1961.         | Инс Ајрленд               | Лотус-Климакс        | Воткинс Глен     |
| 1960.         | Стирлинг Мос              | Лотус-Климакс        | Риверсајд        |
| 1959.         | Брус Макларен             | Купер-Климакс        | Себринг          |
| 1958.         | Чак Даиг                  | Скараб-Шевролет      | Riverside        |
| 1957. - 1917. | Није одржано              | Није одржано         | Није одржано     |
| 1916.         | Хауди Вилкокс Џони Олткен | Пежо                 | Санта Моника     |
| 1915.         | Дарио Реста               | Пежо                 | Сан Франциско    |
| 1914.         | Еди Пален                 | Мерсер               | Санта Моника     |
| 1913.         | Није одржано              | Није одржано         | Није одржано     |
| 1912.         | Кејлеб Брег               | Фијат                | Милвоки          |
| 1911.         | Дејвид Л. Брус-Браун      | Фијат                | Savannah         |
| 1910.         | Дејвид Л. Брус-Браун      | Бенц                 | Савана           |
| 1909.         | Није одржано              | Није одржано         | Није одржано     |
| 1908.         | Луј Вагнер                | Фијат                | Савана           |